# Дискретний простір
Дискре́тний простір в загальній топології і суміжних галузях математики — топологічний простір, в якому всі точки ізольовані одна від одної.

## Визначення
- Нехай {\displaystyle X} — деяка множина, а {\displaystyle {\mathcal {T}}} - сім'я всіх його підмножин. Тоді {\displaystyle {\mathcal {T}}} є топологією, що називається дискретною топологією, а пара {\displaystyle (X,{\mathcal {T}})} називається дискретним топологічним простором.
- Нехай {\displaystyle (X,\varrho )} - метричний простір, де метрика {\displaystyle \varrho } визначена так:

{\displaystyle \varrho (x,y)=\left\{{\begin{matrix}1,&x\not =y\\0,&x=y\end{matrix}}\right.,\quad x,y\in X.}
Тоді {\displaystyle \varrho } називається дискре́тною ме́трикою, а весь простір називається дискретним метричним простором.

## Зауваження
Топологія, що індукується дискретною метрикою, є дискретною. Зворотне, взагалі кажучи, невірно. Метрика, що не є дискретною, може породжувати дискретну топологію.

## Приклади
- Нехай {\displaystyle X=\ 1,\ldots n\,} де {\displaystyle n\in \mathbb {N} }, і {\displaystyle \varrho } - дискретна метрика на {\displaystyle X}. Тоді {\displaystyle (X,\varrho )} - дискретний метричний, а отже і топологічний простір.
- Нехай {\displaystyle X=\{1/n\}_{n\in \mathbb {N} },} и {\displaystyle \varrho (x,y)=|x-y|.} Очевидно, задана метрика не дискретна. Проте, вона породжує дискретну топологію.

## Властивості
- Ця топологія є найсильнішою топологією на множині {\displaystyle X}.
- Довільна підмножина {\displaystyle X} є одночасно відкритою і замкненою.
- Кожна точка простору {\displaystyle X} ізольована в {\displaystyle X}.
- Кожне відображення з дискретного простору неперервне.
- Дискретна топологія породжується дискретною метрикою. Тому дискретний простір цілком нормальний.
- Одноточкові множини дискретного топологічного простору утворюють його базу.
- Дискретний простір сильно локально компактний, задовольняє першу аксіому зліченності та паракомпактний.
- Дискретний топологічний простір компактний тоді і тільки тоді, коли він скінченний.
- Дискретний простір σ-компактний, ліндельофів, задовольняє другу аксіому зліченності і сепарабельний в тому й лише в тому разі, коли він не більш ніж зліченний. Скінчений дискретний простір має всі потужністні характеристики.
- Дискретний простір є повним метричним простором другої категорії.
- {\displaystyle X} локально зв’язний і локально лінійно зв’язний. Якщо {\displaystyle X} містить більше однієї точки, то він не зв’язний, а отже не лінійно зв’язний і не дугово зв’язний.
- Дискретна топологія породжується дискретною рівномірністю, яка складається з усіх підмножин декартового квадрату {\displaystyle X\times X}, що містять його діагональ. Ця діагональ є базою цієї рівномірності.
- Будь-які два дискретні топологічні простори, що мають однакову потужність гомеоморфні.
- Будь-яка дискретна підмножина евклідового простору є не більше ніж зліченною.